# Maritsa (obchtina)
Maritsa (bulgare : Марица) est une obchtina de l'oblast de Plovdiv en Bulgarie.